# Catoblepas förlag
Catoblepas förlag är ett bokförlag som ger ut fantastiklitteratur. 
Utgivningen består av samtida, svenskspråkig fantasy och steampunk.

## Historik
Catoblepas förlag grundades 2013 av Lupina Ojala. Maj 2014 publicerades novellsamlingen Runristaren av Andrea Grave-Müller som första verk. Denna följdes av ett antal e-noveller och året därpå släpptes romanen Tårpilens år av Lupina Ojala. Senaste tillkomna författare är Marcus Olausson med trilogin Serahema Saporium. Första delen När gudar dör släpptes under Bokmässan 2018 och andra delen Vingar av rök under Bokmässan 2019. Förlagets målsättning är att publicera underhållande och tankeväckande fantastik där könsroller och normer är uppdaterade till modern tid. Förlaget har en sparsmakad utgivning av kvalitetslitteratur.
Hösten 2018 inledde Catoblepas förlag ett samarbete med Göteborgs stadsmuseum. Förlaget och Göteborg stadsmuseum anordnade en novelltävling där kriterierna var att bidragen måste innehålla inslag av fantastik, utspelas i Göteborg samt vara inspirerad av ett plagg ur den kommande utställningen Göteborgs garderob. Detta resulterade i antologin Tjugo sällsamma berättelser jag fann i en garderob som hade release på Göteborgs stadsmuseum i samband med utställningens invigning den 4 maj 2019.
Förläggaren Lupina Ojala är även författare och medverkar i flera antologier utgivna på olika svenska förlag samt är publicerad på Catoblepas förlag. Hon har deltagit i paneldiskussioner om steampunk och andra fantastikrelaterade ämnen bland annat under spelkonventet Nordsken 2018, under den årliga svenska sf-kongressen Swecon samt Bokmässan i Göteborg 2018 och 2019. Tillsammans med Ewa Broberg har hon på Nordsken 2018 och SweCon 2018 lett en workshop i Reasearch för fantastikförfattare.

## Utgivning

### 2014
- Andrea Grave-Müller: Runristaren (novellsamling) ISBN 978-91-98181-10-4

### 2015
- Lupina Ojala: Tårpilens år (roman) ISBN 978-91-98181-13-5
- Anders Amnéus: Thule (roman) ISBN 978-91-88183-00-2

### 2016
- Jonny Berg (red): Stadens väsen (novellantologi) ISBN 978-91-88183-01-9
- Lupina Ojala: The Order of Things (novelltryck) ISBN 978-91-88183-03-3
- Cornelia Ståhlgren (Claesson): Var är Snorpan? (illustrerad barnbok) ISBN 978-91-88183-05-7

### 2017
- Lupina Ojala: Toner av guld (roman) ISBN 978-91-88183-07-1

### 2018
- Lupina Ojala: Hon vandrar om natten (novelltryck) ISBN 978-91-88183-14-9
- Lupina Ojala: Stenstoder (novelltryck) ISBN 978-91-88183-17-0
- Hans Olsson: Guldrush i Lappland (novelltryck) ISBN 978-91-88183-20-0
- Marcus Olausson: När gudar dör (roman) ISBN 978-91-88183-19-4
- Linn Liljemo: Kopparskrud (novelltryck) ISBN 978-91-88183-23-1
- Lupina Ojala: Stenstoder (novelltryck) ISBN 978-91-88183-17-0

### 2019
- Marcus Olausson: Vingar av rök (roman) ISBN 978-91-88183-32-3
- Lupina Ojala (red): Tjugo sällsamma berättelser jag fann i en garderob (novellantologi) ISBN 978-91-88183-29-3
- Saga Stigsdotter: Solstaden (novelltryck) ISBN 978-91-88183-30-9
- Kristian Schultz: Öppna ögonen, Walter Liebknecht (novelltryck) ISBN 978-91-88183-25-5
- Cecilia Larsson Kostenius: Mitt ångande hjärta (novelltryck) ISBN 978-91-88183-41-5

### 2020
- Lupina Ojala: Shessandras hjärta (roman) ISBN 978-91-88183-46-0

### 2021
- Marcus Olausson: Till hjärtats sista slag (roman) ISBN 9789188183484